# Řeřišnice luční
Řeřišnice luční (Cardamine pratensis), lidově „slepička“, je vytrvalá bylina z čeledě brukvovitých. V roce 2006 se stala německou Rostlinou roku.

## Rozšíření
Tato rostlina s cirkumpolárním rozšířením preferuje výživnou a vlhkou půdu. Hojně se vykytuje v pásech mírného podnebí v Evropě, na Sibiři a v Severní Americe. Zřídka roste i v severní Africe při pobřeží Středozemního moře. Uměle byla rozšířena na Nový Zéland a do Austrálie. V ČR se jí daří růst na většině území vyjma jižní Moravy.
Lze ji nejčastěji nalézt na zamokřených loukách a pastvinách, v okolí křovin, v příkopech a na podobných vlhkých a travnatých místech. Upřednostňuje půdy hlinité, zásadité a kyselé.

## Popis
Rostlina má vzpřímenou, sivě ojíněnou a částečně dutou lodyhu, která může dosahovat do výše až 50 cm. Z lodyhy vyrůstají dlouze řapíkaté střídavé, lichozpeřené, 2 a vícejařmé listy, které mají lístky úzké a celokrajné nebo jen lehce zubaté, lístky svírají s listovým vřetenem ostrý úhel. Obdobné listy vyrůstají z přízemní růžice, pouze jejich lístky jsou okrouhlé a plytce vykrajované, koncové pak mají ledvinovitý tvar. Na koncích přízemních listů se někdy objevují pupeny, z kterých po uvadnutí listu mohou vyrůst nové kořínky i nové rostliny. Má plazivý oddenek s výběžky, který napomáhá k rozšiřování rostliny v okolí.
Oboupohlavné pravidelné květy jsou seskupeny do hroznovitého květenství se 7 až 20 květy, mají bílou nebo nafialovělou korunu a žluté prašníky. Jejich kalich je vytvořen 4 volnými podlouhlými nebo obvejčitými lístky, které jsou uspořádány ve dvou přeslenech. 4 korunní lístky nehtovitého tvaru bývají dlouhé 8 až 10 mm. Jsou narůžovělé až fialkové, zřídka čistě bílé a mají fialově zbarvené žilky. Nestejně dlouhých tyčinek je 6, z toho 4 jsou delší. Na květním lůžku jsou pod tyčinkami nektarové žlázy, ze kterých nektar vytéká až do miskovitě svinutých kališních lístků. Dvojitý semeník je svrchní, srostl ze dvou plodolistů, má tenkou čnělku se širokou bliznou, obsahuje 20 až 30 vajíček. Před deštěm a rosou se stopka květu ohýbá dolů a květní koruna se zavírá.
Na bliznu se může dostat pyl jak vlastní, tak i cizí. Za špatného počasí (nelétá hmyz) se zralý pyl z delších tyčinek sype přímo na bliznu. Za pěkného počasí se dlouhé tyčinky zkrucují na délku kratších a tím jsou jejích semeníky s pylem pod bliznou. Pyl pak na sebe nabírá hmyz hledající pod čnělkami nektar a přenáší ho na blizny navštívených květů. Řeřišnice luční kvete od dubna do června.
Plodem je šešule, dlouhá 28 až 40 mm a široká 1 až 2 mm, odstávající na dlouhé stopce. Má dvě chlopně, které se po uzrání oddělují zdola nahoru a obloukovitě zkrucují. Semena jsou světle hnědá, podlouhlá, okolo 1 mm velká.

## Využití
Řeřišnice luční je bez hospodářského významu, dříve se její mladé listy sbíraly časně z jara na salát jako jeden z prvých zdrojů vitamínu C nebo se používala jako koření do zeleninových jídel či sýrů. Listy jsou významnou potravou pro larvy běláska řeřichového (Anthocharis cardamines) a běláska řepkového (Pieris napi).

## Taxonomie
Někdy se řeřišnice luční rostoucí v ČR rozdělují do dvou poddruhů:
- řeřišnice luční pravá (Cardamine pratensis L. subsp. pratensis)
- řeřišnice luční velkokvětá (Cardamine pratensis L. subsp. major) P. Tomšovic

## Galerie

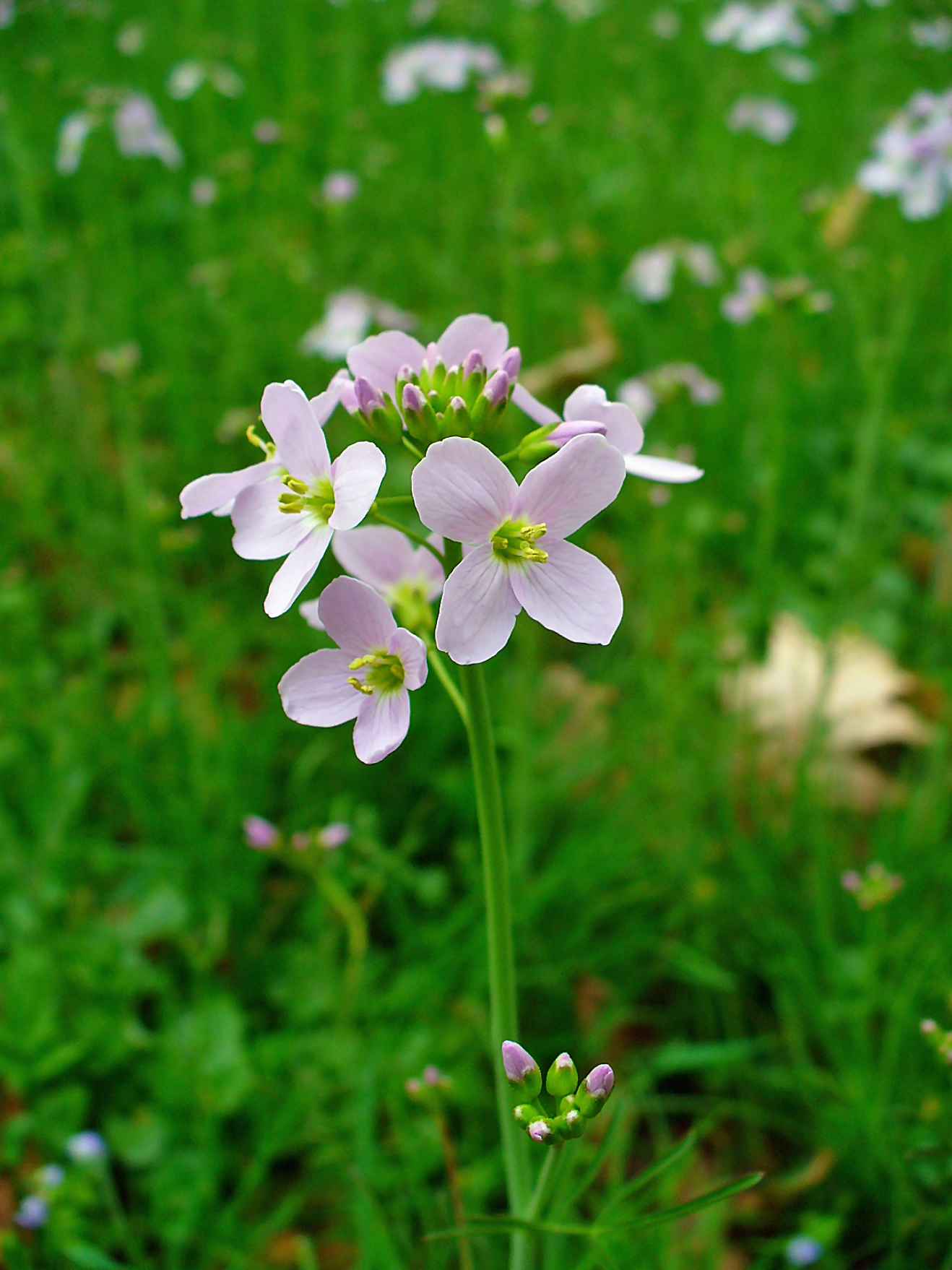
Detail květenství
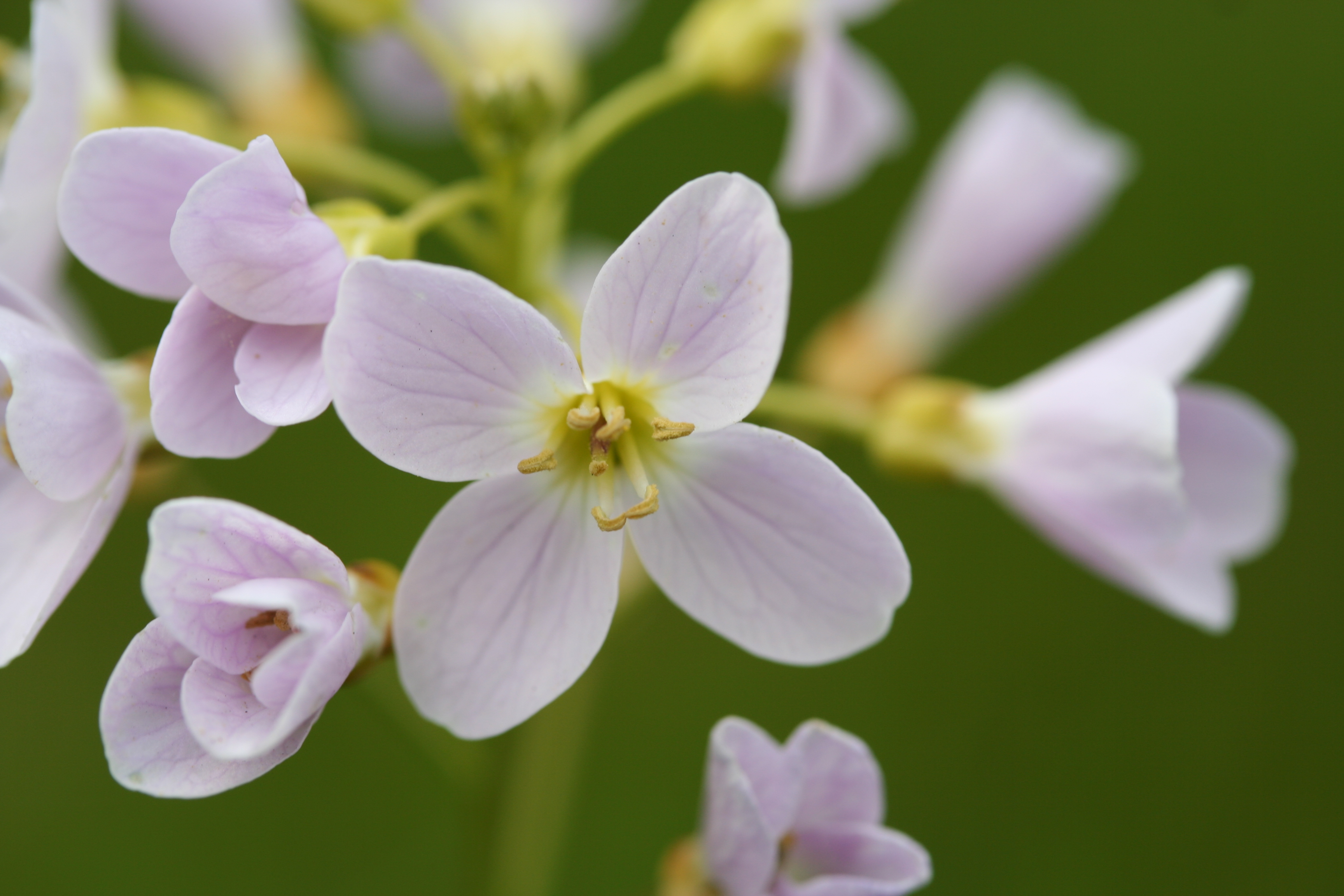
Detail květu
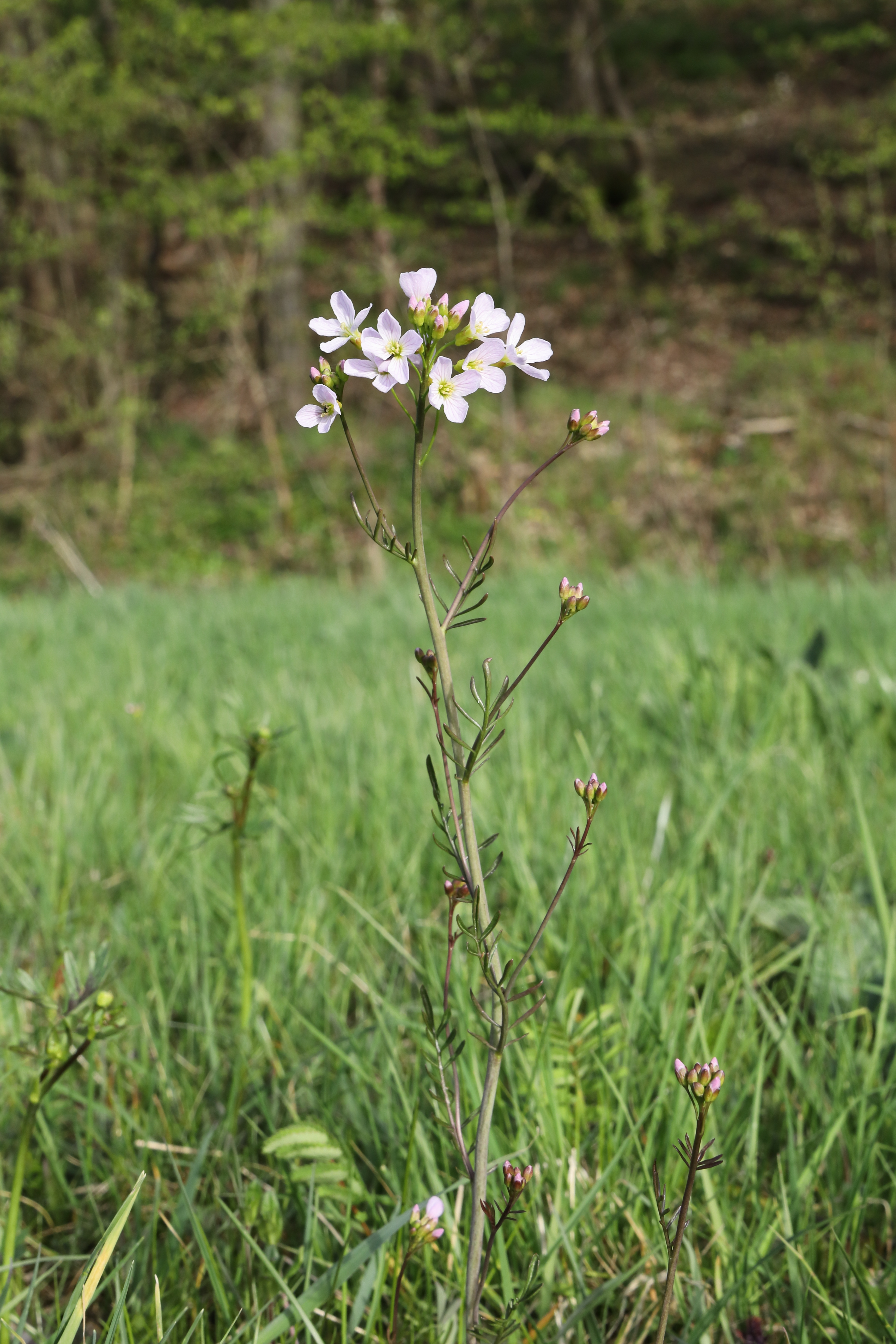
Celá rostlina
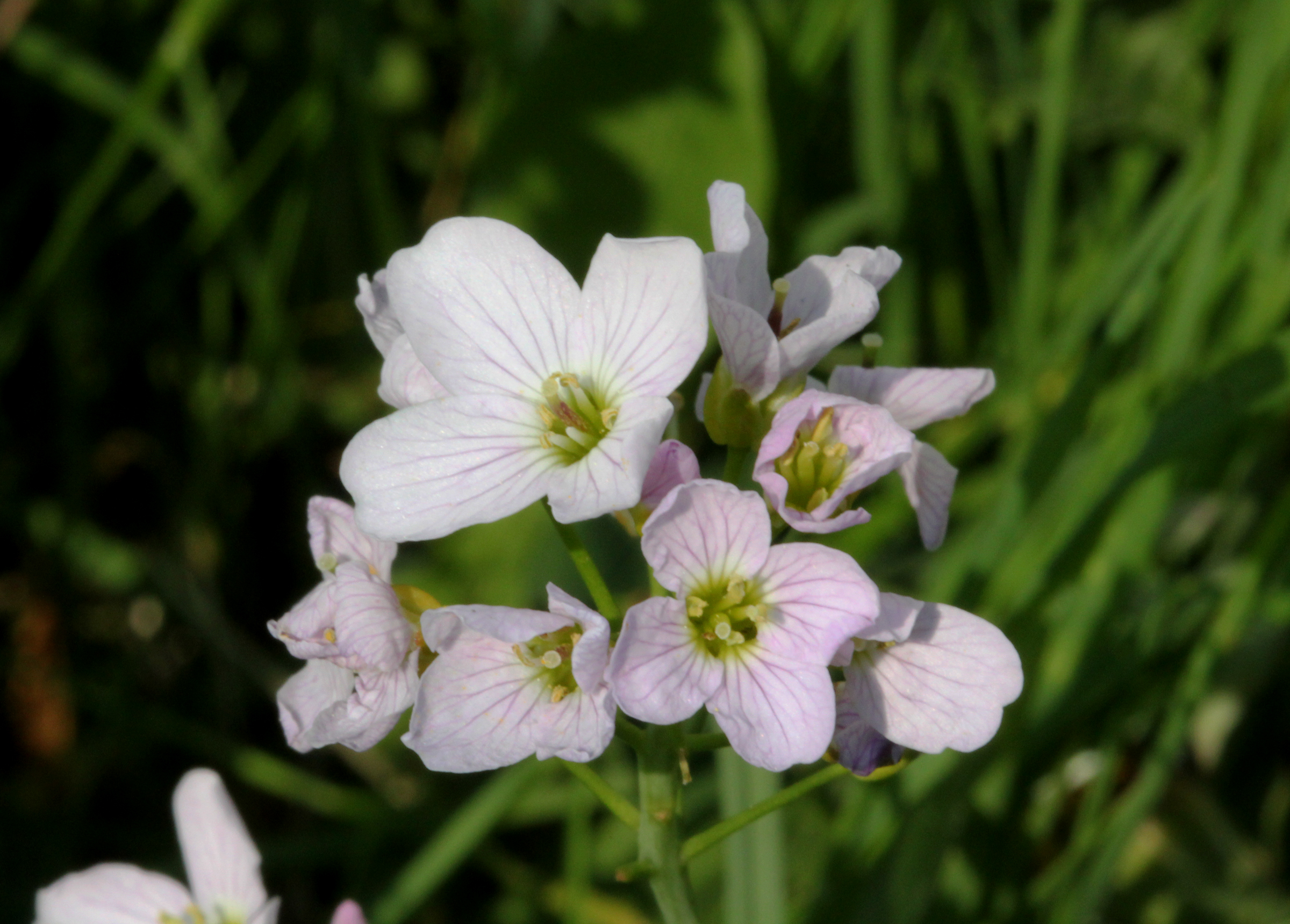
Květy
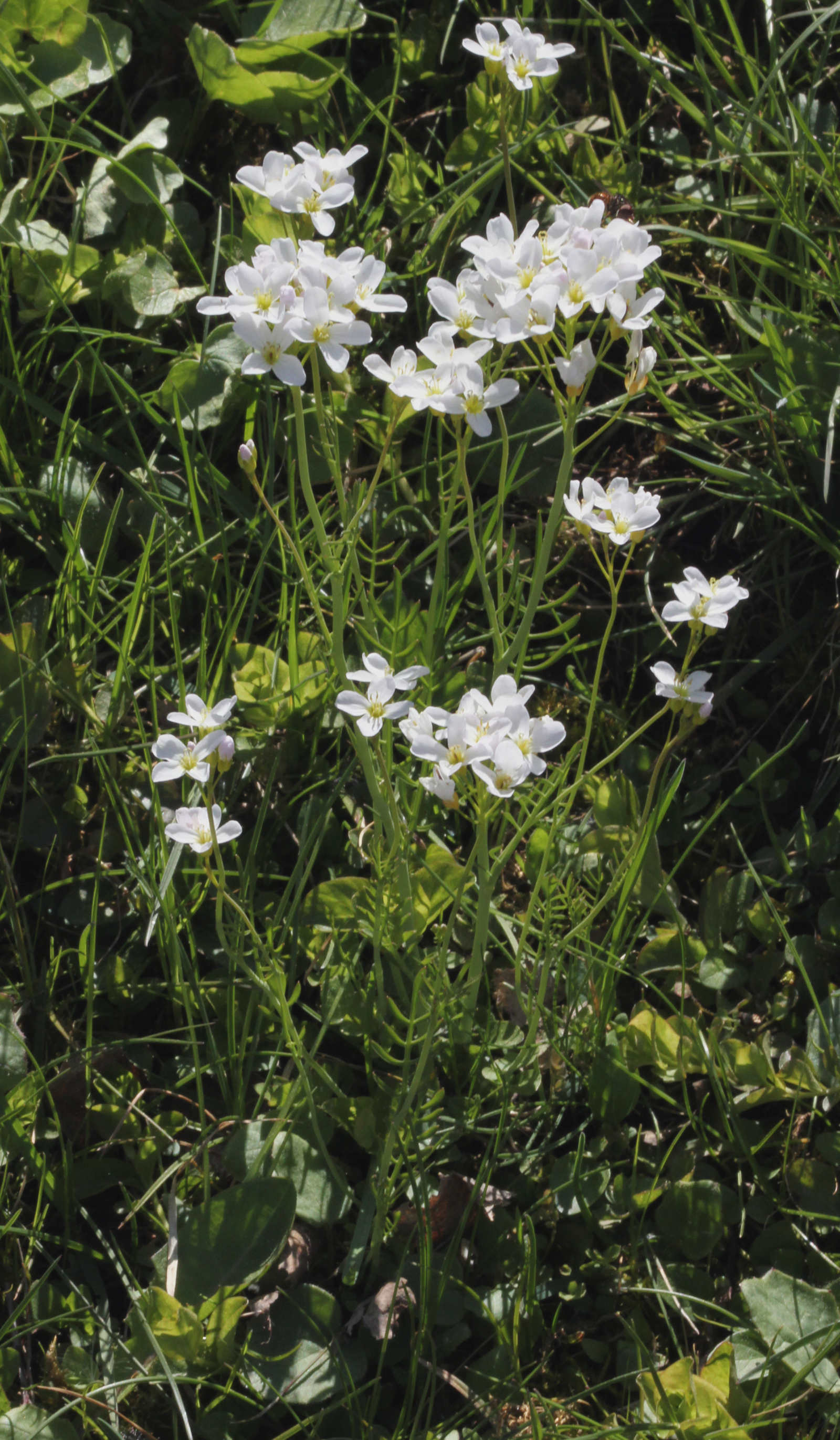
Rostliny